# Taha Akgül
Taha Akgül (Sivas, 22 de novembre de 1990) és un lluitador turc i campió olímpic. Ha guanyat medalles d'or en lluita lliure en la divisió de 125 kg. al Campionat Mundial de Lluita 2014 a Taixkent, als Jocs Europeus de 2015 a Bakú, i també als Jocs Olímpics d'Estiu de 2016 de Rio de Janeiro. És esportista de l'ASKİ SK d'Ankara.